# Питакака, Мозес
Сэр Пуибангара Мозес Питакака (англ. Moses Puibangara Pitakaka, 24 января 1945, д. Зару, Шуазёль, протекторат Британские Соломоновы острова — 25 декабря 2011, Хониара, Соломоновы Острова) — государственный деятель Соломоновых Островов, генерал-губернатор (1994—1999).

## Биография
В 1963 г. окончил британский педагогический колледж Соломоновых островов, в 1967 г. — педагогический учебный курс в английском Бирмингеме.
- 1972—1977 гг. — магистрат,
- 1977—1979 гг. — глава внешнеполитического отдела офиса премьер-министра.

Затем работал в руководстве представительств ряда крупных компаний.
В 1994—1999 гг. — генерал-губернатор Соломоновых островов. 15 июня 1999 г. ввел режим чрезвычайного положения в связи с обострением межэтнических конфликтов, приведших к гибели четырех человек на острове Гуадалканал.